# Короново
Короново (пољ. Koronowo) град је у Пољској у Војводству кујавско-поморском. По подацима из 2012. године број становника у месту је био 11 360.

## Становништво
| 2012.  |
| ------ |
| 11 360 |

## Партнерски градови
- Зенден